# Пуголовки
Пуголовки (от украинского «пуголовок», что означает — «головастик»), (лат. Benthophilus), — род пресноводных и солоноватоводных лучепёрых рыб семейства бычковых (Gobiidae). Общая длина тела у разных видов от 3,4 см (B. spinosus) до 15 см (B. nudus). Распространены в бассейнах Чёрного, Азовского и Каспийского морей. Обитают в пресных и солоноватых водах с солёностью до 20 ‰ и немного выше, но никогда не проникают в настоящие морские воды с солёностью более 30 ‰.

## Виды
В роде пуголовок (Benthophilus) 20 видов:
- Benthophilus abdurahmanovi — Пуголовка Абдурахманова
- Benthophilus baeri — Пуголовка Бэра
- Benthophilus casachicus — Казахская пуголовка
- Benthophilus ctenolepidus — Шипоголовая пуголовка
- Benthophilus durrelli — Донская пуголовка
- Benthophilus granulosus — Зернистая пуголовка
- Benthophilus grimmi — Пуголовка Гримма[1]
- Benthophilus kessleri — Пуголовка Кесслера
- Benthophilus leobergius — Пуголовка Берга
- Benthophilus leptocephalus — Узкоголовая пуголовка
- Benthophilus leptorhynchus — Узкорылая пуголовка
- Benthophilus macrocephalus — Каспийская пуголовка
- Benthophilus magistri — Азовская пуголовка
- Benthophilus mahmudbejovi — Пуголовка Махмудбекова[1]
- Benthophilus nudus
- Benthophilus pinchuki — Пуголовка Пинчука[1]
- Benthophilus ragimovi — Пуголовка Рагимова
- Benthophilus spinosus — Шиповатая пуголовка[1]
- Benthophilus stellatus — Звёздчатая пуголовка
- Benthophilus svetovidovi — Пуголовка Световидова[4]

## Фото

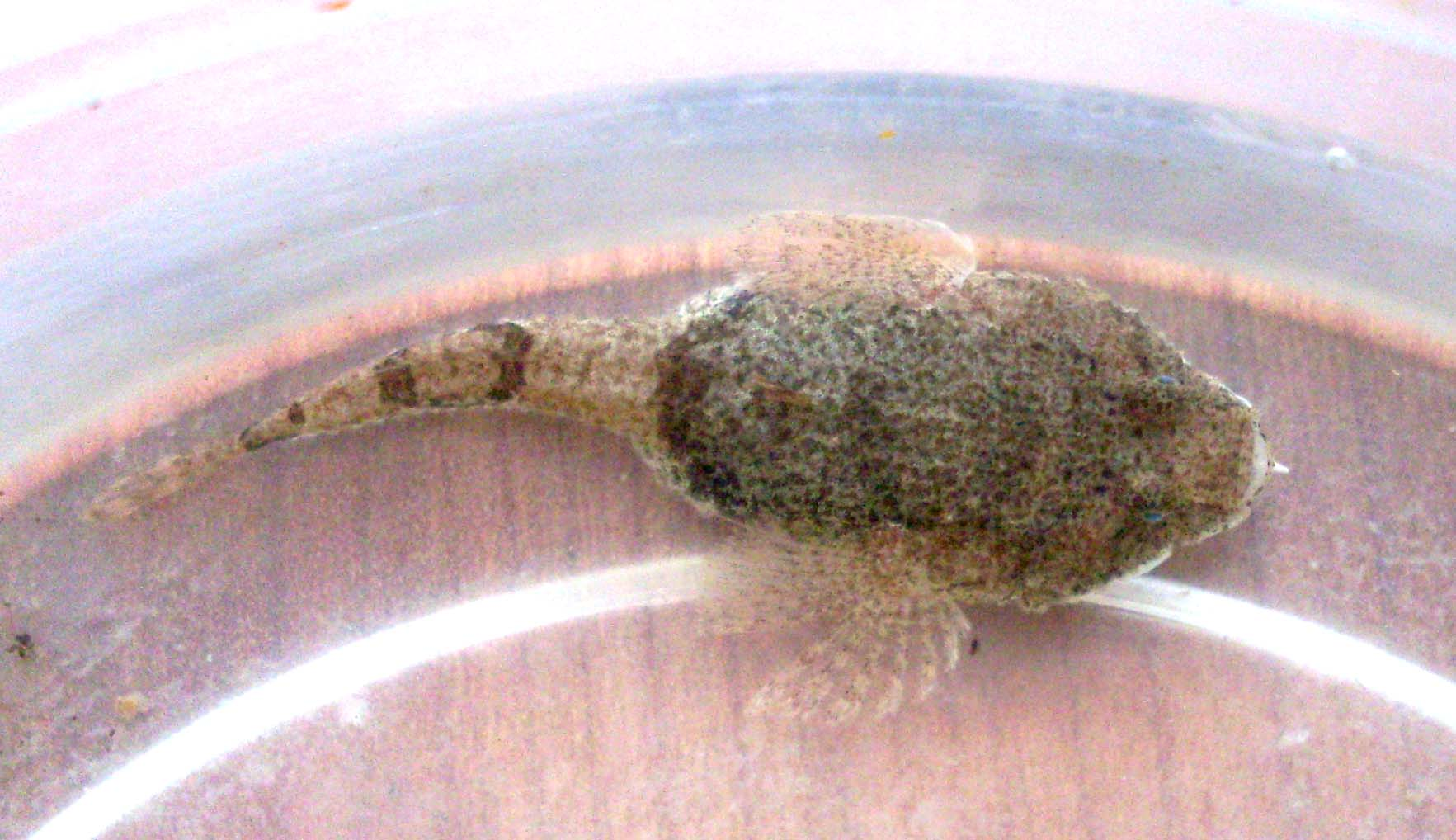
Benthophilus nudus
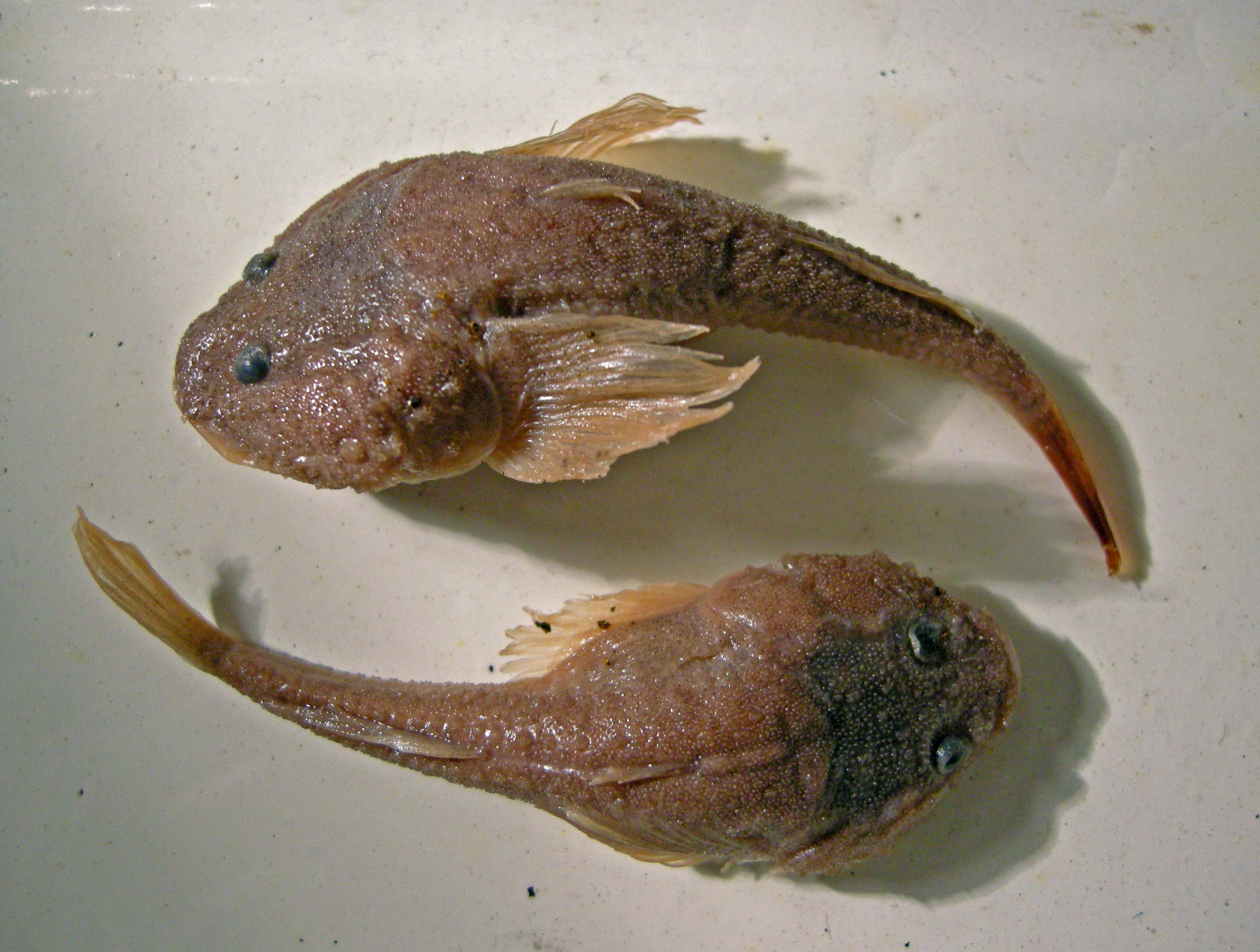
Каспийская пуголовка (Benthophilus macrocephalus)
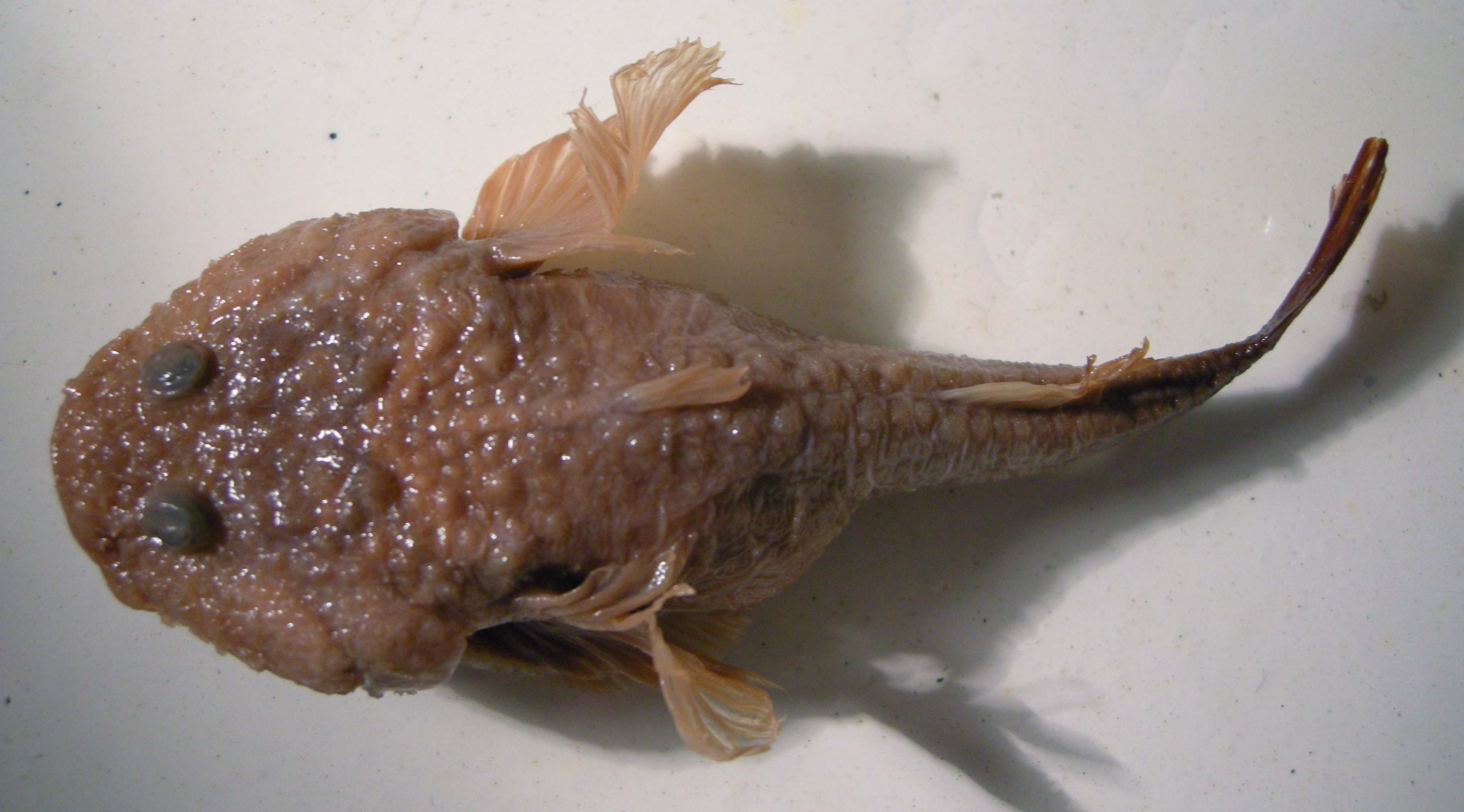
Казахская пуголовка (Benthophilus casachicus)
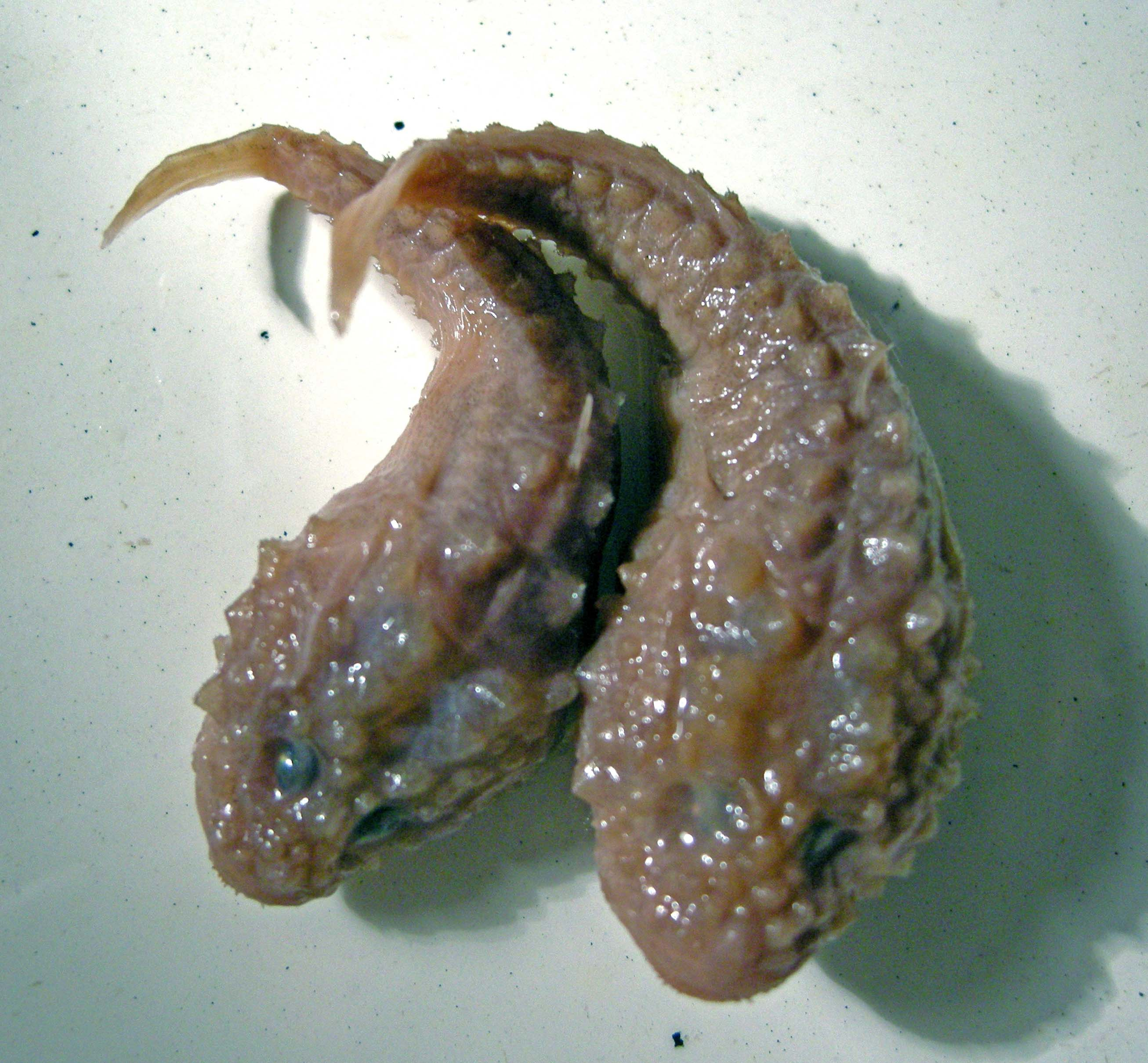
Пуголовка Бэра (Benthophilus baeri)
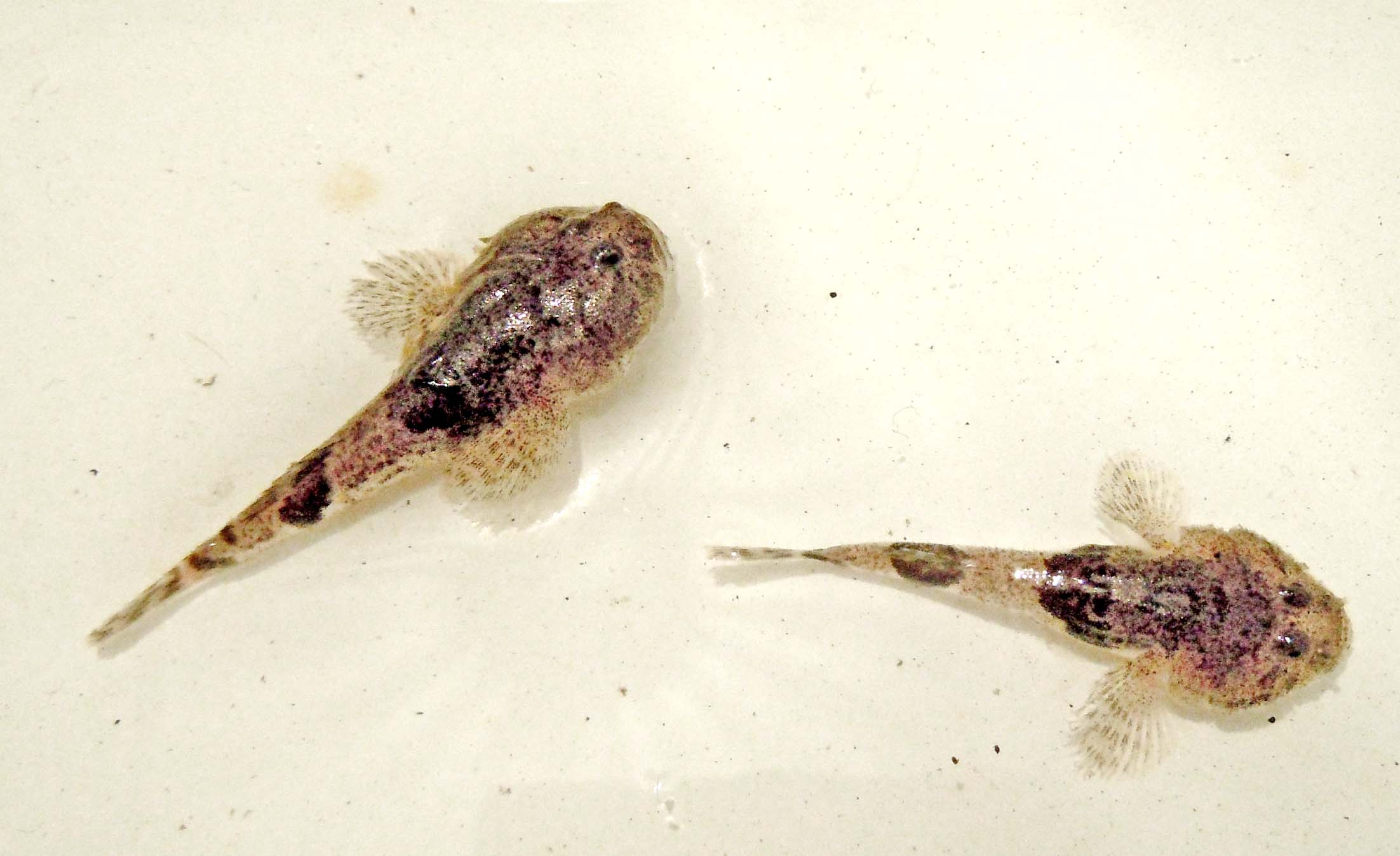
Зернистая пуголовка (Benthophilus granulosus)